# Demografia de Catalunya
La població de Catalunya hauria superat els 8 milions d'habitants segons les estimacions a 1 de novembre de 2023, que l'Institut d'Estadística de Catalunya (IDESCAT) va publicar el 3 de novembre. La xifra estimada de 8.005.784 persones quedaria distribuïda en 4.065.088 dones i 3.940.696 homes. D'aquest total, un 15,2% hauria nascut a la resta d'Espanya i el percentatge de gent amb nacionalitat estrangera seria del 16,3%.

## Situació amb xifres de 2020-2023
Amb una població estimada de més de 8 milions d'habitants (2023), Catalunya és la segona comunitat autònoma més poblada de l'Estat espanyol. La seva capital, la ciutat de Barcelona, té en el seu territori municipal estricte una població estimada d'1,6 milions (2020), i és la segona més poblada d'Espanya i la setzena de la Unió Europea. La seva àrea metropolitana formalitzada oficialment com a AMB, integrada per 36 municipis, té una població de 3,2 milions d'habitants. La regió urbana de Barcelona, que en molts sentits, inclosos l'econòmic i el cultural, és la ciutat real i representa l'àrea d'influència de la ciutat, té una població estimada de 5,3 milions d'habitants.

## Dinàmica de població

Densitat de població absoluta de les comarques catalanes

Densitat de població relativa de les comarques catalanes

Durant la primera meitat del segle xx la població catalana va créixer de manera accelerada, amb una taxa de creixement superior a la mitjana nacional. El 1900, Catalunya tenia una població d'1.984.115, dels quals 1.052.977 (53%) vivien a la província de Barcelona. El mateix any, la població de Catalunya representava el 10,5 de la població de l'Estat espanyol. L'estructura d'edat de la població catalana al començament del segle mostrava un gran cohort jove en què el 32,02% de la població tenia una edat igual o menor als 14 anys, mentre que la població adulta, és a dir, la població amb més de 65 anys, només representava el 4,32%, amb un índex de vellesa del 13%. La immigració i el creixement natural va continuar sostingudament durant la postguerra: la població va créixer de 3,2 milions el 1950 a 3,8 milions el 1960 i a 5,1 milions el 1970 i a partir de llavors es va produir un alentiment i la població va créixer a 5,9 milions el 1980. Aquest alentiment podria haver estat produït per la transició industrial basada en la mà d'obra a la tecnologia, així com a la millora de les condicions de vida de les altres regions de l'Estat espanyol, tradicionalment emissores d'emigrants.
A començaments del segle xxi mostrava un panorama molt diferent al dels inicis del segle xx. Segons les dades estadístiques del 2005, la població estimada de Catalunya era de 6.995.206 habitants, dels quals, 5.226.354 (74%) vivien a la província de Barcelona; és a dir, aquesta província mostra una concentració major de la població de l'actual comunitat autònoma. El mateix any, el cohort de població menor als 14 anys era només del 15,78%, mentre que el cohort de població major als 65% era de 17,89%, amb un índex de vellesa de 113%. El 2005, l'Institut d'Estadística de Catalunya va reportar una densitat de població de 216 habitants per quilòmetre quadrat per a la comunitat autònoma, i una edat mitjana de 40,38 anys.
Les comarques més poblades de Catalunya el 2005 eren el Barcelonès amb 2.215.581 habitants, seguit del Vallès Occidental amb 815.628 habitants, el Maresme amb 398.502, i el Vallès Oriental, totes tres dins de la regió metropolitana de Barcelona. Per contra, les menys poblades eren l'Alta Ribagorça amb 4.004 habitants i el Pallars Sobirà amb 6.883, totes dues comarques pirinenques.
La religió predominant, en diversos graus de pràctica, és el catolicisme romà que agrupa entre el 52 i el 60% de la població. Els ateus i agnòstics suposen un 20% de la població mentre que les altres confessions religioses es reparteixen la resta. D'elles la que té un nombre més gran de seguidors és la religió islàmica amb un 8% de la població catalana.
| 1497 f | 1515 f | 1553 f | 1717    | 1787    | 1857      | 1877      | 1887      | 1900      | 1910      |
| ------ | ------ | ------ | ------- | ------- | --------- | --------- | --------- | --------- | --------- |
| 52.474 | 53.300 | 59.750 | 402.531 | 829.615 | 1.652.291 | 1.752.033 | 1.843.549 | 1.966.382 | 2.084.868 |

| 1920      | 1930      | 1940      | 1950      | 1960      | 1970      | 1981      | 1990      | 1992      | 1994      |
| --------- | --------- | --------- | --------- | --------- | --------- | --------- | --------- | --------- | --------- |
| 2.344.719 | 2.791.292 | 2.890.974 | 3.240.313 | 3.925.779 | 5.122.567 | 5.949.829 | 6.021.273 | 6.087.339 | 6.087.339 |

| 1996      | 1998      | 2000      | 2002      | 2004      | 2006      | 2008      | 2010      | 2012 | 2014 |
| --------- | --------- | --------- | --------- | --------- | --------- | --------- | --------- | ---- | ---- |
| 6.104.729 | 6.125.339 | 6.174.547 | 6.398.166 | 6.693.297 | 6.994.937 | 7.298.313 | 7.462.044 | -    | -    |

| Gràfica de població de Catalunya, 1877-actualitat (en milers) | Gràfica de població de Catalunya, 1877-actualitat (en milers) | Gràfica de població de Catalunya, 1877-actualitat (en milers) |
| ------------------------------------------------------------- | ------------------------------------------------------------- | ------------------------------------------------------------- |
|                                                               |                                                               |                                                               |
|                                                               |                                                               |                                                               |
|                                                               |                                                               |                                                               |

### Indicadors principals de 1900 ençà
|      | Població  | Naixements vius | Defuncions | Moviment natural | Taxa bruta de natalitat (per 1000) | Taxa bruta de mortalitat (per 1000) | Taxa bruta de creixement natural (per 1000) | Taxa bruta de creixement migratori (per 1000) | Taxa bruta de creixement total (per 1000) | Indicador conjuntural de fecunditat (TFR) | Edat mitjana a la maternitat | Edat mitjana al primer fill |
| ---- | --------- | --------------- | ---------- | ---------------- | ---------------------------------- | ----------------------------------- | ------------------------------------------- | --------------------------------------------- | ----------------------------------------- | ----------------------------------------- | ---------------------------- | --------------------------- |
| 1900 | 1.966.382 | 53.396          | 51.562     | 1.834            |                                    |                                     |                                             |                                               |                                           |                                           |                              |                             |
| 1901 |           | 55.268          | 49.702     | 5.566            |                                    |                                     |                                             |                                               |                                           |                                           |                              |                             |
| 1902 |           | 55.519          | 45.714     | 9.805            |                                    |                                     |                                             |                                               |                                           |                                           |                              |                             |
| 1903 |           | 56.253          | 45.094     | 11.159           |                                    |                                     |                                             |                                               |                                           |                                           |                              |                             |
| 1904 |           | 54.977          | 44.421     | 10.556           |                                    |                                     |                                             |                                               |                                           |                                           |                              |                             |
| 1905 |           | 53.422          | 47.944     | 5.478            |                                    |                                     |                                             |                                               |                                           |                                           |                              |                             |
| 1906 |           | 55.081          | 46.904     | 8.177            |                                    |                                     |                                             |                                               |                                           |                                           |                              |                             |
| 1907 |           | 52.179          | 44.106     | 8.073            |                                    |                                     |                                             |                                               |                                           |                                           |                              |                             |
| 1908 |           | 54.616          | 43.981     | 10.635           |                                    |                                     |                                             |                                               |                                           |                                           |                              |                             |
| 1909 |           | 52.653          | 47.122     | 5.531            |                                    |                                     |                                             |                                               |                                           |                                           |                              |                             |
| 1910 | 2.084.868 | 53.055          | 43.208     | 9.847            |                                    |                                     |                                             |                                               |                                           |                                           |                              |                             |
| 1911 |           | 51.177          | 44.859     | 6.318            |                                    |                                     |                                             |                                               |                                           |                                           |                              |                             |
| 1912 |           | 51.777          | 41.685     | 10.092           |                                    |                                     |                                             |                                               |                                           |                                           |                              |                             |
| 1913 |           | 51.507          | 44.859     | 6.648            |                                    |                                     |                                             |                                               |                                           |                                           |                              |                             |
| 1914 |           | 51.043          | 46.701     | 4.342            |                                    |                                     |                                             |                                               |                                           |                                           |                              |                             |
| 1915 |           | 50.243          | 44.106     | 6.137            |                                    |                                     |                                             |                                               |                                           |                                           |                              |                             |
| 1916 |           | 49.729          | 42.580     | 7.149            |                                    |                                     |                                             |                                               |                                           |                                           |                              |                             |
| 1917 |           | 49.061          | 46.644     | 2.417            |                                    |                                     |                                             |                                               |                                           |                                           |                              |                             |
| 1918 |           | 50.705          | 66.435     | -15.730          |                                    |                                     |                                             |                                               |                                           |                                           |                              |                             |
| 1919 |           | 50.958          | 48.258     | 2.700            |                                    |                                     |                                             |                                               |                                           |                                           |                              |                             |
| 1920 | 2.344.719 | 54.832          | 49.308     | 5.524            |                                    |                                     |                                             |                                               |                                           |                                           |                              |                             |
| 1921 |           | 57.818          | 42.930     | 14.888           |                                    |                                     |                                             |                                               |                                           |                                           |                              |                             |
| 1922 |           | 54.954          | 45.502     | 9.452            |                                    |                                     |                                             |                                               |                                           |                                           |                              |                             |
| 1923 |           | 56.984          | 46.377     | 10.607           |                                    |                                     |                                             |                                               |                                           |                                           |                              |                             |
| 1924 |           | 56.093          | 44.115     | 11.978           |                                    |                                     |                                             |                                               |                                           |                                           |                              |                             |
| 1925 |           | 56.074          | 43.436     | 12.638           |                                    |                                     |                                             |                                               |                                           |                                           |                              |                             |
| 1926 |           | 55.666          | 41.611     | 14.055           |                                    |                                     |                                             |                                               |                                           |                                           |                              |                             |
| 1927 |           | 53.538          | 41.490     | 12.048           |                                    |                                     |                                             |                                               |                                           |                                           |                              |                             |
| 1928 |           | 53.319          | 40.267     | 13.052           |                                    |                                     |                                             |                                               |                                           |                                           |                              |                             |
| 1929 |           | 52.659          | 43.052     | 9.607            |                                    |                                     |                                             |                                               |                                           |                                           |                              |                             |
| 1930 | 2.791.292 | 54.875          | 38.587     | 16.288           |                                    |                                     |                                             |                                               |                                           |                                           |                              |                             |
| 1931 |           | 52.392          | 43.109     | 9.283            |                                    |                                     |                                             |                                               |                                           |                                           |                              |                             |
| 1932 |           | 52.634          | 41.121     | 11.513           |                                    |                                     |                                             |                                               |                                           |                                           |                              |                             |
| 1933 |           | 50.634          | 39.654     | 10.980           |                                    |                                     |                                             |                                               |                                           |                                           |                              |                             |
| 1934 |           | 48.286          | 38.870     | 9.416            |                                    |                                     |                                             |                                               |                                           |                                           |                              |                             |
| 1935 |           | 47.808          | 40.120     | 7.688            |                                    |                                     |                                             |                                               |                                           |                                           |                              |                             |
| 1936 | 2.921.216 | 47.849          | 41.095     | 6.754            |                                    |                                     |                                             |                                               |                                           |                                           |                              |                             |
| 1937 |           | 46.758          | 48.348     | -1.590           |                                    |                                     |                                             |                                               |                                           |                                           |                              |                             |
| 1938 |           | 37.241          | 73.771     | -36.530          |                                    |                                     |                                             |                                               |                                           |                                           |                              |                             |
| 1939 |           | 21.553          | 57.176     | -35.623          |                                    |                                     |                                             |                                               |                                           |                                           |                              |                             |
| 1940 | 2.890.974 | 47.671          | 40.000     | 7.671            |                                    |                                     |                                             |                                               |                                           |                                           |                              |                             |
| 1941 |           | 38.826          | 40.541     | -1.715           |                                    |                                     |                                             |                                               |                                           |                                           |                              |                             |
| 1942 |           | 36.799          | 40.660     | -3.861           |                                    |                                     |                                             |                                               |                                           |                                           |                              |                             |
| 1943 |           | 42.384          | 34.239     | 8.145            |                                    |                                     |                                             |                                               |                                           |                                           |                              |                             |
| 1944 |           | 44.744          | 37.807     | 6.937            |                                    |                                     |                                             |                                               |                                           |                                           |                              |                             |
| 1945 | 3.073.254 | 46.798          | 34.854     | 11.944           |                                    |                                     |                                             |                                               |                                           |                                           |                              |                             |
| 1946 |           | 47.083          | 35.211     | 11.872           |                                    |                                     |                                             |                                               |                                           |                                           |                              |                             |
| 1947 |           | 48.020          | 36.065     | 11.955           |                                    |                                     |                                             |                                               |                                           |                                           |                              |                             |
| 1948 |           | 51.907          | 32.807     | 19.100           |                                    |                                     |                                             |                                               |                                           |                                           |                              |                             |
| 1949 |           | 50.522          | 36.671     | 13.851           |                                    |                                     |                                             |                                               |                                           |                                           |                              |                             |
| 1950 | 3.240.313 | 49.430          | 34.984     | 14.446           |                                    |                                     |                                             |                                               |                                           |                                           |                              |                             |
| 1951 |           | 49.332          | 40.408     | 8.924            |                                    |                                     |                                             |                                               |                                           |                                           |                              |                             |
| 1952 |           | 52.746          | 33.834     | 18.912           |                                    |                                     |                                             |                                               |                                           |                                           |                              |                             |
| 1953 |           | 53.455          | 34.250     | 19.205           |                                    |                                     |                                             |                                               |                                           |                                           |                              |                             |
| 1954 |           | 56.072          | 32.640     | 23.432           |                                    |                                     |                                             |                                               |                                           |                                           |                              |                             |
| 1955 | 3.534.184 | 58.121          | 34.579     | 23.542           |                                    |                                     |                                             |                                               |                                           |                                           |                              |                             |
| 1956 |           | 60.755          | 39.580     | 21.175           |                                    |                                     |                                             |                                               |                                           |                                           |                              |                             |
| 1957 |           | 66.206          | 37.432     | 28.774           |                                    |                                     |                                             |                                               |                                           |                                           |                              |                             |
| 1958 |           | 68.625          | 34.835     | 33.790           |                                    |                                     |                                             |                                               |                                           |                                           |                              |                             |
| 1959 |           | 69.969          | 35.632     | 34.337           |                                    |                                     |                                             |                                               |                                           |                                           |                              |                             |
| 1960 | 3.925.779 | 70.004          | 36.390     | 33.614           |                                    |                                     |                                             |                                               |                                           |                                           |                              |                             |
| 1961 |           | 71.014          | 34.202     | 36.812           |                                    |                                     |                                             |                                               |                                           |                                           |                              |                             |
| 1962 |           | 75.627          | 37.176     | 38.451           |                                    |                                     |                                             |                                               |                                           |                                           |                              |                             |
| 1963 |           | 79.665          | 40.285     | 39.380           |                                    |                                     |                                             |                                               |                                           |                                           |                              |                             |
| 1964 |           | 87.232          | 38.076     | 49.156           |                                    |                                     |                                             |                                               |                                           |                                           |                              |                             |
| 1965 | 4.498.114 | 88.758          | 39.091     | 49.667           |                                    |                                     |                                             |                                               |                                           |                                           |                              |                             |
| 1966 |           | 91.386          | 39.652     | 51.734           |                                    |                                     |                                             |                                               |                                           |                                           |                              |                             |
| 1967 |           | 94.688          | 41.183     | 53.505           |                                    |                                     |                                             |                                               |                                           |                                           |                              |                             |
| 1968 |           | 93.682          | 40.969     | 52.713           |                                    |                                     |                                             |                                               |                                           |                                           |                              |                             |
| 1969 |           | 94.556          | 45.412     | 49.144           |                                    |                                     |                                             |                                               |                                           |                                           |                              |                             |
| 1970 | 5.122.567 | 98.378          | 42.145     | 56.233           |                                    |                                     |                                             |                                               |                                           |                                           |                              |                             |
| 1971 |           | 102.088         | 46.423     | 55.665           |                                    |                                     |                                             |                                               |                                           |                                           |                              |                             |
| 1972 |           | 104.735         | 42.921     | 61.814           |                                    |                                     |                                             |                                               |                                           |                                           |                              |                             |
| 1973 |           | 107.026         | 47.016     | 60.010           |                                    |                                     |                                             |                                               |                                           |                                           |                              |                             |
| 1974 |           | 112.101         | 45.293     | 66.808           |                                    |                                     |                                             |                                               |                                           |                                           |                              |                             |
| 1975 | 5.663.135 | 112.000         | 45.952     | 66.048           |                                    |                                     |                                             |                                               |                                           | 2,72                                      |                              |                             |
| 1976 |           | 108.903         | 45.725     | 63.178           |                                    |                                     |                                             |                                               |                                           |                                           |                              |                             |
| 1977 |           | 106.404         | 44.740     | 61.664           |                                    |                                     |                                             |                                               |                                           |                                           |                              |                             |
| 1978 |           | 100.929         | 45.074     | 55.855           |                                    |                                     |                                             |                                               |                                           |                                           |                              |                             |
| 1979 |           | 91.713          | 44.318     | 47.395           |                                    |                                     |                                             |                                               |                                           |                                           |                              |                             |
| 1980 |           | 82.545          | 46.153     | 36.392           |                                    |                                     |                                             |                                               |                                           |                                           |                              |                             |
| 1981 | 5.949.829 | 75.247          | 46.604     | 28.643           | 12,63                              | 7,82                                | 4,81                                        | -2,64                                         | 2,16                                      | 1,76                                      | 27,93                        |                             |
| 1982 | 5.962.723 | 72.957          | 45.317     | 27.640           | 12,22                              | 7,59                                | 4,63                                        | -2,60                                         | 2,03                                      | 1,70                                      | 28,08                        |                             |
| 1983 | 5.974.821 | 66.533          | 47.297     | 19.236           | 11,13                              | 7,91                                | 3,22                                        | -2,62                                         | 0,60                                      | 1,54                                      | 28,19                        |                             |
| 1984 | 5.978.426 | 64.684          | 46.460     | 18.224           | 10,82                              | 7,77                                | 3,05                                        | -2,73                                         | 0,32                                      | 1,49                                      | 28,30                        |                             |
| 1985 | 5.980.322 | 64.433          | 47.009     | 17.424           | 10,78                              | 7,86                                | 2,91                                        | -3,30                                         | -0,38                                     | 1,48                                      | 28,44                        |                             |
| 1986 | 5.978.032 | 60.409          | 46.510     | 13.899           | 10,09                              | 7,77                                | 2,32                                        | 1,23                                          | 3,55                                      | 1,38                                      | 28,54                        | 26,09                       |
| 1987 | 5.999.320 | 58.120          | 46.977     | 11.143           | 9,67                               | 7,82                                | 1,85                                        | 1,79                                          | 3,64                                      | 1,31                                      | 28,65                        | 26,33                       |
| 1988 | 6.021.225 | 57.842          | 48.571     | 9.271            | 9,59                               | 8,05                                | 1,54                                        | 1,82                                          | 3,36                                      | 1,29                                      | 28,72                        | 26,50                       |
| 1989 | 6.041.469 | 56.849          | 50.159     | 6.690            | 9,39                               | 8,29                                | 1,11                                        | 2,33                                          | 3,44                                      | 1,26                                      | 28,91                        | 26,85                       |
| 1990 | 6.062.273 | 56.464          | 51.700     | 4.764            | 9,30                               | 8,52                                | 0,78                                        | 2,26                                          | 3,04                                      | 1,24                                      | 29,07                        | 27,12                       |
| 1991 | 6.080.751 | 56.162          | 52.110     | 4.052            | 9,23                               | 8,56                                | 0,67                                        | 0,42                                          | 1,08                                      | 1,22                                      | 29,29                        | 27,42                       |
| 1992 | 6.087.339 | 57.178          | 51.701     | 5.477            | 9,39                               | 8,49                                | 0,90                                        | 0,67                                          | 1,57                                      | 1,23                                      | 29,51                        | 27,77                       |
| 1993 | 6.096.899 | 55.745          | 52.575     | 3.170            | 9,14                               | 8,62                                | 0,52                                        | 0,06                                          | 0,58                                      | 1,19                                      | 29,77                        | 28,21                       |
| 1994 | 6.100.436 | 54.424          | 52.194     | 2.230            | 8,92                               | 8,56                                | 0,37                                        | -0,28                                         | 0,09                                      | 1,16                                      | 29,99                        | 28,49                       |
| 1995 | 6.100.983 | 53.809          | 53.650     | 159              | 8,82                               | 8,79                                | 0,03                                        | 0,59                                          | 0,61                                      | 1,14                                      | 30,27                        | 28,77                       |
| 1996 | 6.104.729 | 54.602          | 53.433     | 1.169            | 8,94                               | 8,75                                | 0,19                                        | 0,67                                          | 0,86                                      | 1,15                                      | 30,45                        | 28,95                       |
| 1997 | 6.110.000 | 56.701          | 54.688     | 2.013            | 9,27                               | 8,94                                | 0,33                                        | 2,18                                          | 2,51                                      | 1,19                                      | 30,68                        | 29,17                       |
| 1998 | 6.125.339 | 56.572          | 55.469     | 1.103            | 9,22                               | 9,04                                | 0,18                                        | 3,47                                          | 3,65                                      | 1,17                                      | 30,80                        | 29,33                       |
| 1999 | 6.147.717 | 59.359          | 57.712     | 1.647            | 9,63                               | 9,37                                | 0,27                                        | 4,09                                          | 4,35                                      | 1,22                                      | 30,90                        | 29,39                       |
| 2000 | 6.174.547 | 63.489          | 55.342     | 8.147            | 10,22                              | 8,91                                | 1,31                                        | 11,36                                         | 12,67                                     | 1,29                                      | 30,94                        | 29,42                       |
| 2001 | 6.253.305 | 64.722          | 55.792     | 8.930            | 10,23                              | 8,82                                | 1,41                                        | 21,49                                         | 22,90                                     | 1,28                                      | 30,95                        | 29,39                       |
| 2002 | 6.398.166 | 68.315          | 57.278     | 11.037           | 10,54                              | 8,84                                | 1,70                                        | 23,08                                         | 24,79                                     | 1,31                                      | 30,90                        | 29,34                       |
| 2003 | 6.558.740 | 72.980          | 60.076     | 12.904           | 11,01                              | 9,07                                | 1,95                                        | 18,36                                         | 20,31                                     | 1,36                                      | 30,92                        | 29,40                       |
| 2004 | 6.693.297 | 76.687          | 57.096     | 19.591           | 11,34                              | 8,43                                | 2,91                                        | 19,75                                         | 22,66                                     | 1,40                                      | 30,85                        | 29,34                       |
| 2005 | 6.846.692 | 79.547          | 61.129     | 18.418           | 11,49                              | 8,83                                | 2,66                                        | 18,76                                         | 21,42                                     | 1,42                                      | 30,93                        | 29,40                       |
| 2006 | 6.994.937 | 82.077          | 57.256     | 24.821           | 11,61                              | 8,10                                | 3,51                                        | 17,96                                         | 21,47                                     | 1,44                                      | 30,87                        | 29,57                       |
| 2007 | 7.146.734 | 83.716          | 59.352     | 24.364           | 11,59                              | 8,22                                | 3,37                                        | 17,61                                         | 20,99                                     | 1,45                                      | 30,84                        | 29,28                       |
| 2008 | 7.298.313 | 89.024          | 59.485     | 29.539           | 12,10                              | 8,08                                | 4,01                                        | 12,06                                         | 16,08                                     | 1,53                                      | 30,76                        | 29,14                       |
| 2009 | 7.416.605 | 84.849          | 59.644     | 25.205           | 11,41                              | 8,02                                | 3,39                                        | 2,72                                          | 6,11                                      | 1,46                                      | 30,94                        | 29,40                       |
| 2010 | 7.462.044 | 84.015          | 59.069     | 24.946           | 11,23                              | 7,89                                | 3,33                                        | 1,99                                          | 5,32                                      | 1,46                                      | 31,10                        | 29,69                       |
| 2011 | 7.501.853 | 80.861          | 59.586     | 21.275           | 10,76                              | 7,93                                | 2,83                                        | -1,03                                         | 1,80                                      | 1,42                                      | 31,31                        | 29,92                       |
| 2012 | 7.515.398 | 77.438          | 62.977     | 14.461           | 10,33                              | 8,40                                | 1,93                                        | -6,79                                         | -4,86                                     | 1,40                                      | 31,44                        | 30,26                       |
| 2013 | 7.478.968 | 71.591          | 60.807     | 10.784           | 9,60                               | 8,16                                | 1,45                                        | -7,49                                         | -6,05                                     | 1,33                                      | 31,57                        | 30,42                       |
| 2014 | 7.433.894 | 71.589          | 61.319     | 10.270           | 9,64                               | 8,25                                | 1,38                                        | -2,61                                         | -1,23                                     | 1,38                                      | 31,72                        | 30,46                       |
| 2015 | 7.424.754 | 70.450          | 64.866     | 5.584            | 9,47                               | 8,72                                | 0,75                                        | 2,42                                          | 3,17                                      | 1,39                                      | 31,89                        | 30,63                       |
| 2016 | 7.448.332 | 68.974          | 63.289     | 5.685            | 9,23                               | 8,47                                | 0,76                                        | 5,66                                          | 6,42                                      | 1,39                                      | 31,98                        | 30,76                       |
| 2017 | 7.496.276 | 66.803          | 66.165     | 638              | 8,88                               | 8,80                                | 0,08                                        | 6,29                                          | 6,32                                      | 1,36                                      | 32,15                        | 30,95                       |
| 2018 | 7.543.825 | 63.566          | 66.562     | -2.996           | 8,38                               | 8,78                                | -0,40                                       | 10,39                                         | 9,98                                      | 1,31                                      | 32,25                        | 31,03                       |
| 2019 | 7.619.494 | 61.548          | 64.547     | -2.999           | 8,02                               | 8,41                                | -0,39                                       | 13,79                                         | 13,39                                     | 1,27                                      | 32,32                        | 31,20                       |
| 2020 | 7.722.203 | 58.464          | 79.784     | -21.320          | 7,56                               | 10,32                               | -2,76                                       | 5,07                                          | 2,27                                      | 1,21                                      | 32,43                        | 31,36                       |
| 2021 | 7.739.758 | 57.704          | 69.366     | -11.812          | 7,40                               |                                     |                                             |                                               |                                           | 1,21                                      | 32,70                        | 31,70                       |
| 2022 | 7.747.709 | 56.382          |            |                  |                                    |                                     |                                             |                                               |                                           |                                           |                              |                             |
| 2023 | 8.005.784 | 54.217          |            |                  |                                    |                                     |                                             |                                               |                                           |                                           |                              |                             |
|      | Població  | Naixements vius | Defuncions | Moviment natural | Taxa bruta de natalitat (per 1000) | Taxa bruta de mortalitat (per 1000) | Taxa bruta de creixement natural (per 1000) | Taxa bruta de creixement migratori (per 1000) | Taxa bruta de creixement total (per 1000) | Indicador conjuntural de fecunditat (TFR) | Edat mitjana a la maternitat | Edat mitjana al primer fill |

## Principals xifres de població

### Província de Barcelona
La província de Barcelona té en total 5.714.730 habitants (2021)
- Aplega el 73,6 % de la població de Catalunya
- Aplega el 12,1 % de la població d'Espanya

Les poblacions amb més de 25.000 habitants són:
| - Barcelona - 1.620.809 - L'Hospitalet de Llobregat - 257.349 - Terrassa - 216.428 - Badalona - 215.848 - Sabadell - 209.931 - Mataró - 126.127 - Santa Coloma de Gramenet - 117.597 - Sant Cugat del Vallès - 89.516 - Cornellà de Llobregat - 86.610 - Sant Boi de Llobregat - 82.142 - Rubí - 75.568 - Manresa - 75.152 - El Prat de Llobregat - 63.897 | - Vilanova i la Geltrú - 62.826 - Viladecans - 61.168 - Granollers - 58.940 - Castelldefels - 58.663 - Cerdanyola del Vallès - 57.959 - Mollet del Vallès - 51.713 - Esplugues de Llobregat - 46.808 - Gavà - 44.531 - Sant Feliu de Llobregat - 42.468 - Vic - 41.191 - Igualada - 36.817 - Vilafranca del Penedès - 36.687 | - Ripollet - 35.427 - Sant Adrià de Besòs - 32.585 - Montcada i Reixac - 32.153 - Sant Joan Despí - 31.485 - Barberà del Vallès - 28.633 - Premià de Mar - 27.860 - Sant Vicenç dels Horts - 27.019 - Sant Pere de Ribes - 26.859 - Martorell - 26.170 - Sitges - 25.642 - Pineda de Mar - 25.504 - Sant Andreu de la Barca - 25.383 |

### Província de Girona
La província de Girona té en total 786.596 habitants (2021) 
- Aplega el 10,03% de la població de Catalunya
- Aplega l'1,66% de la població d'Espanya

Hi ha 19 poblacions amb més de 10.000 habitants:
- Girona - 102.666
- Figueres - 47.088
- Blanes - 40.579
- Lloret de Mar - 38.941
- Olot - 36.716
- Salt - 32.517
- Palafrugell - 23.396
- Sant Feliu de Guíxols - 22.149
- Banyoles - 20.187
- Roses - 19.907
- Palamós - 18.145
- Santa Coloma de Farners - 13.557
- Torroella de Montgrí - 12.061
- Castell-Platja d'Aro - 11.757
- Calonge - 11.712
- Castelló d'Empúries - 11.611
- La Bisbal d'Empordà - 11.163
- Ripoll - 10.641
- L'Escala - 10.520

### Província de Lleida
La província de Lleida té en total 428.418 habitants (2018)
- Aplega el 5,68% de la població de Catalunya
- Aplega el 0,94% de la població d'Espanya

Hi ha 5 poblacions amb més de 10.000 habitants:
- Lleida - 139.834
- Tàrrega - 17.129
- Balaguer - 16.952
- Mollerussa - 14.729
- La Seu d'Urgell - 13.009

### Província de Tarragona
La província de Tarragona té en total 795.571 habitants (2018)
- Aplega el 10,55% de la població de Catalunya
- Aplega l'1,72% de la població d'Espanya

Hi ha 16 poblacions amb més de 10.000 habitants:
- Tarragona - 134.085
- Reus - 106.709
- El Vendrell - 36.453
- Tortosa - 34.432
- Cambrils - 33.008
- Salou - 26.193
- Valls - 25.016
- Calafell - 24.984
- Vila-seca - 21.839
- Amposta - 21.445
- Torredembarra - 15.461
- Sant Carles de la Ràpita - 15.338
- Cunit - 12.551
- Mont-roig del Camp - 12.476
- Deltebre - 12.302
- Alcanar - 10.601

## Migració

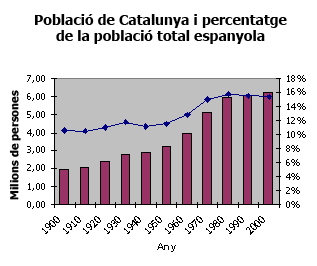
Població de Catalunya (barres vermelles) i percentatge sobre la població d'Espanya (línia blava)

Pel seu desenvolupament econòmic i com a centre industrial i cultural d'Espanya, Catalunya té una tradició d'acolliment d'immigrants de la resta de l'Estat i d'altres països del món. El 2005, l'Idescat ha reportat que de la població de 6.995.206 habitants, 4.503.938 (64%) havien nascut a Catalunya. Els percentatges per lloc de naixement dels residents nascuts fora de Catalunya amb respecte a la població total són: 19,5% de l'estranger, 16,2% d'Andalusia, el 6,8% del centre d'Espanya (Castella i Lleó, Castella - la Manxa o Madrid) el 3,3% del nord d'Espanya (Galícia, Astúries, Cantàbria, Euskadi, Navarra o la Rioja), el 3,3% d'Extremadura, i el 2,7% d'Aragó.
El mateix any, el 95,3% dels residents de Catalunya tenien la nacionalitat espanyola; dels estrangers, el 5,9% tenien un passaport d'un país de l'Amèrica del Sud (la majoria de l'Equador), el 4,9% de l'Àfrica (la gran majoria del Marroc) el 2,4% d'un altre estat de la Unió Europea (la majoria d'Itàlia) l'1,8% d'un altre estat d'Europa (la majoria de Romania, aleshores un estat que no pertanyia a la Unió Europea, seguit d'Ucraïna), l'1,6% d'Àsia i Oceania (la majoria de la Xina) i només el 0,95% d'un país de l'Amèrica del Nord o l'Amèrica Central i el Carib (la majoria de la República Dominicana).
El 2005, 26.630 persones van sortir de Catalunya cap a l'estranger, mentre que 162.936 persones hi van arribar, la gran majoria d'Europa i Amèrica.

## Llars i famílies
L'últim any del qual es reporten dades sobre l'estructura de les llars i famílies catalanes és el 2020 (el 2011 se n'ha realitzat una actualització). En aquell any, hi havia 3.029.300 llars a Catalunya. Per a qüestions demogràfiques, una llar es defineix com a "conjunt de persones que, residint en el mateix habitatge, compateixen algunes despeses comunes ocasionades per l'ús de l'habitatge i/o despeses d'alimentació". Les llars es cataloguen per nucli familiar o l'absència d'aquest, i en què el nucli familiar és una concepció molt més restringida de la família, limitada als vincles de parentiu més estrets entre matrimonis, parelles i fills.
De les 3.029.300 llars catalanes el 2020, el 29% eren llars sense nucli familiar, el 68,8% eren llars amb un nucli familiar, i el 2,3% a llars amb dos o més nuclis. De les llars amb un nucli familiar, i en relació amb el total de llars, el 34,4% eren nuclis d'una parella sense fills, el 48,9% eren nuclis d'una parella amb fills, el 13,2% eren mares soles amb fills, i l'3,6 eren pares sols amb fills.
De la població de 15 anys i més, el 2001 el 32,2% eren solters, el 55,5% eren casats, el 7,8% eren vidus/vídues, el 2,7% eren separades, i l'1,8% eren divorciats/des. L'edat mitjana en contraure el primer matrimoni era de 30 anys per als homes i de 28,2 per a les dones.
A partir del 2005, i com a la resta de l'Estat espanyol, el matrimoni es defineix com la unió de dues persones del sexe oposat o del mateix sexe d'acord amb el que prescriu la llei i en què es crea un vincle de vida comú del que es deriven conseqüències jurídiques a nivell personal i econòmic.

## Llengua

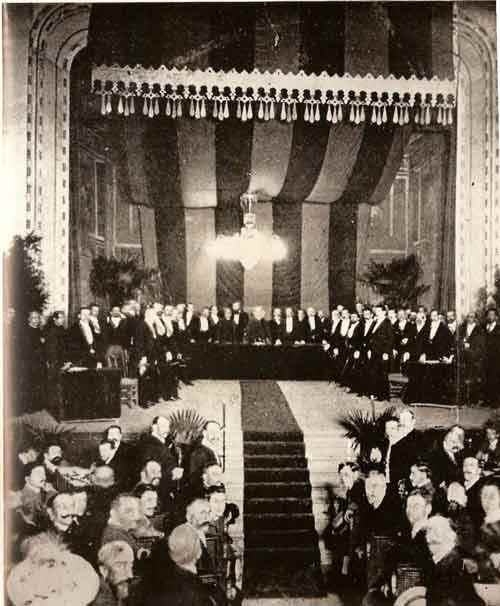
Inauguració del primer congrés de la Llengua catalana (1906)

Les llengües pròpies de Catalunya són el català i l'occità (a la Vall d'Aran). Tanmateix, també s'hi parla el castellà, així com d'altres llengües que han portat els immigrants de l'Estat espanyol i de l'estranger. Durant la major part del segle xx, l'única llengua de caràcter oficial a Catalunya era el castellà; les taxes d'alfabetització de l'època, per tant, corresponen al percentatge d'homes i dones que saben llegir i escriure el castellà i no pas el català. El 1979 les institucions de govern de Catalunya van començar un projecte de normalització lingüística, amb la intenció de protegir, estendre i promoure l'ús del català, des d'aleshores, llengua cooficial amb el castellà a Catalunya. En l'actualitat, el català és la llengua d'ensenyament escolar, encara que amb dues hores d'ensenyament del castellà. Com a llengües oficials, ambdues poden ser utilitzades pels ciutadans sense cap mena de discriminació en qualsevol tipus d'activitat pública o privada. A la Vall d'Aran, l'occità (en la seva variant dialectal gascona coneguda com a aranès), també ha rebut l'estatus d'oficialitat i protecció, i des del 2006 és cooficial amb el català i castellà en tot el territori de la comunitat malgrat el seu petit nombre de parlants.
Segons les dades de l'Institut d'Estadística de Catalunya, el 48,8% dels catalans considera el català com a llengua pròpia, el 44,32% la considera el castellà i el 0,04% l'occità; tot i que més del 52% de la població té el castellà com a llengua materna. El 3,18% de la població resident de la comunitat té una altra llengua no oficial com a llengua materna.
Segons les dades del 2001, el 94,5% de la població de Catalunya coneix el català, encara que només el 50% la considera la seva llengua de parla habitual. La taula següent mostra el coneixement i ús del català i de l'occità a Catalunya i el percentatge amb respecte a la població total:
| Català          | Català    | Català      | Occità   | Occità      |
| Coneixement     | Persones  | Percentatge | Persones | Percentatge |
| --------------- | --------- | ----------- | -------- | ----------- |
| L'entén         | 5.872.202 | 94,5%       | 6.712    | 1,07%       |
| La sap parlar   | 4.630.640 | 74,5%       | 4.700    | 0,76%       |
| La sap llegir   | 4.621.404 | 74,4%       | 4.413    | 0,71%       |
| La sap escriure | 3.093.223 | 49,8%       | 2.016    | 0,33%       |

A la Vall d'Aran i amb respecte a la seva població, el percentatge de persones que entén l'aranès és de 88,88%; el 62,24% el parla, el 58,44% el sap llegir i el 26,69 el sap escriure.
Segons les estadístiques reportades per l'Idescat del 2003, el 21,73% dels catalans parlen l'anglès fluidament, el 15,25% el francès, l'1,88% l'alemany i l'1,67% el gallec, i aquestes són les quatre llengües no oficials amb el nombre més gran de parlants.